# Lost Message
Lost Message — український альтернативний нью-метал гурт з міста Суми. Був заснований в 2011 році. Від початку існування стилістика гурту постійно змінювалася починаючи від репкору, альтернативного металу до року з елементами панк-року.
На початку 2019 року гурт підписав контракт з лейблом Moon Records.

## Історія гурту
Дебютний альбом «По Вкусу» вийшов у світ в 2013 році, а вже через рік — EP під назвою «0542». У 2017 — EP під назвою «Экипаж» і два сингли: «Крыши» і «На Системе» на перший з яких було відзнято відеокліп.
У 2019 році «Lost Message» розпочинає роботу над платівкою «Зупини Мить», першу частину якої було видано у квітні на лейблі «Moon Records»..
На весні 2019 гурт презентує відеороботу на пісню «RockStar».
Гурт «Lost Message» став учасником чисельних музичних фестивалів, та ділив сцену з такими відомими виконавцями як «Space Of Variations», «DeTach», «АННА», «Артем Пивоваров» та інші.
У 2019 році «Lost Message» підписав контракт з відомим міжнародним музичним лейблом «MOON Records Ukraine».

## Склад
- Андрій Шевченко (вокал, тексти)
- Дмитро Родін (гітара, вокал)
- Максим Ісаєв (гітара)
- Іван Мірошниченко (барабани)

## Дискографія

### ЕР
- «Экипаж»

### Сингли
- «Крыши»
- «На Системе»
- «Зло»

## Участь у фестивалях
Гурт брав участь у таких музичних фестивалях:
- 2017 р. —Smila Rock Fest (м. Сміла, Черкаська обл.)
- 2018 р. — Схід Рок, Sumy Rock Fest (м. Суми), Купальська Спека (м. Липовець, Вінницька обл.), День вуличної музики (м. Суми)
- 2019 р. — Схід Рок, Sumy Rock Fest (м. Суми), Sumy Energy Fest (м. Суми), LuMena (м. Мена, Чернігівська обл.)

## Відеокліпи
«Зло»
«RockStar [Архівовано 18 травня 2019 у Wayback Machine.]»